# Aleksandar Kocić
Aleksandar Kocić (ser. Aлeкcaндap Koцић, ur. 18 marca 1969 we Vlasotincach) – serbski piłkarz grający na pozycji bramkarza. W swojej karierze 22 razy wystąpił w reprezentacji Jugosławii.

## Kariera klubowa
Karierę piłkarską Kocić rozpoczął w klubie Vlasina Vlasotince. W 1987 roku awansował do kadry pierwszego zespołu i przez 2 lata grał w nim w czwartej lidze jugosłowiańskiej. W 1989 roku odszedł do trzecioligowej Dubočicy Leskovac, a w 1990 roku do pierwszoligowej Vojvodiny Nowy Sad. W zespole Vojvodiny występował do końca sezonu 1995/1996.
Latem 1996 roku Kocić przeszedł do hiszpańskiego Levante UD z Walencji. Przez pół roku grał w nim w Segunda División, a na początku 1997 roku podpisał kontrakt z włoską Perugią. W trakcie sezonu 1997/1998 odszedł z Perugii do Empoli FC, w którym spędził pół roku.
W 1998 roku Kocić wrócił do ojczyzny i został piłkarzem Crvenej zvezdy Belgrad. W latach 2000 i 2001 wywalczył z nią mistrzostwo Jugosławii. Zdobył z nią też Puchar Jugosławii w latach 1999 i 2001.
W 2001 roku Kocić podpisał kontrakt z cypryjskim klubem Ethnikos Achna. Był jego podstawowym zawodnikiem do 2006 roku, czyli do zakończenia swojej kariery.
| Sezon   | Klub               | Kraj       | Rozgrywki                 | Mecze | Bramki |
| ------- | ------------------ | ---------- | ------------------------- | ----- | ------ |
| 1987/88 | Vlasina Vlasotince | Jugosławia | IV. liga                  | 28    | 0      |
| 1988/89 | Vlasina Vlasotince | Jugosławia | IV. liga                  | 29    | 0      |
| 1989/90 | Dubočica Leskovac  | Jugosławia | Treća liga                | 30    | 0      |
| 1990/91 | FK Vojvodina       | Jugosławia | Prva liga                 | 10    | 0      |
| 1991/92 | FK Vojvodina       | Jugosławia | Prva liga                 | 1     | 0      |
| 1992/93 | FK Vojvodina       | Jugosławia | Prva liga                 | 19    | 0      |
| 1993/94 | FK Vojvodina       | Jugosławia | Prva liga                 | 24    | 0      |
| 1994/95 | FK Vojvodina       | Jugosławia | Prva liga                 | 17    | 0      |
| 1995/96 | FK Vojvodina       | Jugosławia | Prva liga                 | 35    | 0      |
| 1996/97 | Levante UD         | Hiszpania  | Segunda División          | 7     | 0      |
| 1996/97 | Perugia Calcio     | Włochy     | Serie A                   | 16    | 0      |
| 1997/98 | Perugia Calcio     | Włochy     | Serie A                   | 5     | 0      |
| 1997/98 | Empoli FC          | Włochy     | Serie A                   | 2     | 0      |
| 1998/99 | Crvena Zvezda      | Jugosławia | Prva liga                 | 3     | 0      |
| 1999/00 | Crvena Zvezda      | Jugosławia | Prva liga                 | 43    | 0      |
| 2000/01 | Crvena Zvezda      | Jugosławia | Prva liga                 | 33    | 0      |
| 2001/02 | Ethnikos Achna     | Cypr       | Protathlima A’ Kategorias | 11    | 0      |
| 2002/03 | Ethnikos Achna     | Cypr       | Protathlima A’ Kategorias | 25    | 0      |
| 2003/04 | Ethnikos Achna     | Cypr       | Protathlima A’ Kategorias | 20    | 0      |
| 2004/05 | Ethnikos Achna     | Cypr       | Protathlima A’ Kategorias | 26    | 0      |
| 2005/06 | Ethnikos Achna     | Cypr       | Protathlima A’ Kategorias | 20    | 0      |

## Kariera reprezentacyjna
W reprezentacji Jugosławii Kocić zadebiutował 23 grudnia 1994 roku w przegranym 0:2 towarzyskim spotkaniu z Brazylią. W swojej karierze grał między innymi w eliminacjach do MŚ 1998, Euro 2000 i MŚ 2002. W kadrze narodowej grał do 2001 roku i łącznie rozegrał w niej 22 mecze.
| Mecze i gole w reprezentacji | Mecze i gole w reprezentacji | Mecze i gole w reprezentacji | Mecze i gole w reprezentacji | Mecze i gole w reprezentacji | Mecze i gole w reprezentacji | Mecze i gole w reprezentacji |
| #                            | Data                         | Stadion                      | Rywal                        | Wynik                        | Gol                          | Rozgrywki                    |
| 1994                         | 1994                         | 1994                         | 1994                         | 1994                         | 1994                         | 1994                         |
| ---------------------------- | ---------------------------- | ---------------------------- | ---------------------------- | ---------------------------- | ---------------------------- | ---------------------------- |
| 1.                           | 23.12.1994                   | Porto Alegre, Brazylia       | Brazylia                     | 0:2                          | 0                            | towarzyski                   |
| 1995                         |                              |                              |                              |                              |                              |                              |
| 2.                           | 30.01.1995                   | Hongkong, Hongkong           | Hongkong                     | 3:1                          | 0                            | Carlsberg Cup 1995           |
| 3.                           | 12.11.1995                   | San Salvador, Salwador       | Salwador                     | 4:1                          | 0                            | towarzyski                   |
| 4.                           | 16.11.1995                   | Monterrey, Meksyk            | Meksyk                       | 0:0                          | 0                            | towarzyski                   |
| 1996                         |                              |                              |                              |                              |                              |                              |
| 5.                           | 27.03.1996                   | Belgrad, Jugosławia          | Rumunia                      | 1:0                          | 0                            | towarzyski                   |
| 6.                           | 24.04.1996                   | Belgrad, Jugosławia          | Wyspy Owcze                  | 3:1                          | 0                            | el. MŚ 1998                  |
| 7.                           | 23.05.1996                   | Shimizu, Japonia             | Meksyk                       | 0:0                          | 0                            | Kirin Cup 1996               |
| 8.                           | 26.05.1996                   | Tokio, Japonia               | Japonia                      | 0:1                          | 0                            | Kirin Cup 1996               |
| 9.                           | 02.06.1996                   | Belgrad, Jugosławia          | Malta                        | 6:0                          | 0                            | el. MŚ 1998                  |
| 10.                          | 06.10.1996                   | Toftir, Wyspy Owcze          | Wyspy Owcze                  | 8:1                          | 0                            | el. MŚ 1998                  |
| 11.                          | 10.11.1996                   | Belgrad, Jugosławia          | Czechy                       | 1:0                          | 0                            | el. MŚ 1998                  |
| 12.                          | 14.12.1996                   | Walencja, Hiszpania          | Hiszpania                    | 0:2                          | 0                            | el. MŚ 1998                  |
| 1997                         |                              |                              |                              |                              |                              |                              |
| 13.                          | 07.02.1997                   | Hongkong, Hongkong           | Rosja                        | 1:1 k. 5:6                   | 0                            | Carlsberg Cup 1997           |
| 14.                          | 10.09.1997                   | Bratysława, Słowacja         | Słowacja                     | 1:1                          | 0                            | towarzyski                   |
| 1999                         |                              |                              |                              |                              |                              |                              |
| 15.                          | 18.08.1999                   | Belgrad, Jugosławia          | Chorwacja                    | 0:0                          | 0                            | el. ME 2000                  |
| 16.                          | 01.09.1999                   | Dublin, Irlandia             | Irlandia                     | 1:2                          | 0                            | el. ME 2000                  |
| 2000                         |                              |                              |                              |                              |                              |                              |
| 17.                          | 25.05.2000                   | Pekin, Chiny                 | Chiny                        | 2:0                          | 0                            | towarzyski                   |
| 18.                          | 30.05.2000                   | Seul, Korea Południowa       | Korea Południowa             | 0:0                          | 0                            | towarzyski                   |
| 19.                          | 15.11.2000                   | Bukareszt, Rumunia           | Rumunia                      | 1:2                          | 0                            | towarzyski                   |
| 20.                          | 13.12.2000                   | Xanthi, Grecja               | Grecja                       | 1:1                          | 0                            | towarzyski                   |
| 2001                         |                              |                              |                              |                              |                              |                              |
| 21.                          | 24.03.2001                   | Belgrad, Jugosławia          | Szwajcaria                   | 1:1                          | 0                            | el. MŚ 2002                  |
| 22.                          | 28.03.2001                   | Lublana, Słowenia            | Słowenia                     | 1:1                          | 0                            | el. MŚ 2002                  |